# Moisés Braz
Moisés Braz Ricardo (Massapê, 5 de setembro de 1963) é um político brasileiro. Em 2018, foi eleito deputado estadual do Ceará pelo Partido dos Trabalhadores (PT) com 83 489 votos.